# Seavers Nunataks
Seavers Nunataks är nunataker i Antarktis. De ligger i Östantarktis. Australien gör anspråk på området.